# Ngô Đình Diệm
Jean-Baptiste Ngô Đình Diệm, né à Hué le 3 janvier 1901, assassiné à Saïgon le 2 novembre 1963, est un homme d'État vietnamien, Premier ministre de l'État du Viêt Nam de 1954 à 1955, puis président de la république du Viêt Nam de 1955 à 1963.
Luttant contre l'extension et l'influence communiste dans le pays, Ngô Đình Diệm est un personnage clé de l'escalade de la guerre du Viêt Nam à cause notamment de son refus, avec l'appui de ses alliés américains, d'organiser le référendum d'autodétermination prévu dans la déclaration finale des accords de Genève. On lui prête la formule : « plutôt la guerre que les camps de rééducation ».
Dévot et célibataire, il fait remplir, pendant ses années comme président de la république du Viêt Nam, la fonction de « Première dame » à l’épouse de son frère Ngô Ðình Nhu. Il a lui-même contribué à mettre en place cette république, à la suite des accords de Genève qui avaient mis fin à la première guerre d'Indochine.
Ngô Đình Diệm a souvent été décrit comme anti-bouddhiste dans un pays à forte majorité bouddhiste, et anti-communiste alors que le mouvement nationaliste comprend en son sein une composante communiste soutenue par l'URSS et la Chine. 
Beaucoup d'historiens l'ont considéré comme davantage porté sur l'idéologie que sur le pragmatisme, il a, dans le contexte de la guerre froide, choisi le camp pro-occidental. Cependant, son positionnement pro-américain et sa responsabilité dans l'escalade de la guerre du Viêt Nam sont à relativiser et font l'objet de controverses, de nombreuses sources attestant d'une inimitié croissante avec les États-Unis, qui fomenteront un coup d'État pour l'éliminer au profit d'une junte militaire plus favorable aux intérêts américains,,,. 
Par ailleurs, des études universitaires plus récentes et reposant davantage sur des sources et des points de vue vietnamo-centrées présentent Ngô Đình Diệm comme un dirigeant compétent, avec une vision de long terme sur le développement national et la modernisation du Sud Viêt Nam,.

## Biographie

### Les origines
Ngô Đình Diệm est né à Quảng Bình, l'ancienne capitale impériale du Viêt Nam, le 3 janvier 1901. 
Son nom de baptême est Jean-Baptiste. Catholique pratiquant, Ngô Đình Diệm est le fils d'un grand mandarin à la Cour impériale de Hué, Ngo Dinh Kha.
Mandarin de haut rang dans le gouvernement de l’empereur Bảo Đại avant la Seconde Guerre mondiale, à l’époque des agitations nationalistes, il démissionne en accusant l’empereur d’être un instrument aux mains des Français, qui l’avaient placé sur le trône très jeune, après avoir détrôné et exilé le précédent empereur à l'Île de la Réunion. 
Son frère Pierre Martin Ngo Dinh Thuc, archevêque de Huế, est emprisonné par l’administration coloniale française pour cause de patriotisme vietnamien et exilé en Chine en 1945.
Après la déclaration d’indépendance du Việt Nam, le 2 septembre 1945 à Hanoï, il refuse de participer au gouvernement indépendantiste, proclamé le 2 septembre 1945 par Hồ Chí Minh et s'exile aux États-Unis, qui, engagés dans une lutte d'influence contre l'URSS, s'opposent alors au régime communiste d'Hồ Chí Minh.

### Prise du pouvoir
Parallèlement à la conférence de Genève en juin 1954, l’empereur Bảo Đại, chef de l’État vietnamien de Saïgon, rappellera des États-Unis Ngô Đình Diệm pour en faire le premier ministre de l'État du Viêt Nam créé en 1949 sur l'ensemble du pays. Il ne signe pas, comme les États-Unis, la déclaration finale des accords de Genève, qui scinde le Viêt Nam en deux : la république démocratique du Viêt Nam au nord du 17e parallèle, et ce qui reste de l'État du Viêt Nam au sud de cette ligne.
Ainsi libéré des obligations de respecter ces accords, Ngô Đình Diệm organise, en octobre 1955, dans cette partie méridionale du pays, un référendum manifestement truqué, avec plus de voix favorables que d’électeurs, et remplace l'État du Viêt Nam par une république du Viêt Nam, tout en s'autoproclamant chef d’État. 
L’empereur Bảo Đại doit abdiquer.

### Président de la république du Viêt Nam
Son autoritarisme avait déjà commencé avec ce référendum, comme en témoigne la présence de la police et de l’armée à l'entrée des bureaux de vote. Sous son régime, Diệm favorise particulièrement la minorité catholique principalement formée par des réfugiés du Nord «suivant la Vierge au Sud» (Notre-Dame de La Vang), aux dépens de la majorité bouddhiste du Sud[réf. incomplète].
On parle beaucoup de la «dictature du régime de Diệm», mais le terme de régime autoritaire conviendrait mieux. En effet, il y avait une Chambre des députés et une Constitution. Personne n'a pu démontrer que Ngô Đình Diệm n'a pas respecté la Constitution, mais il lui était néanmoins facile d'ignorer son existence. D'autre part, le fait que le gouvernement fût anti-bouddhiste reste à démontrer : une enquête des Nations unies en 1963 conclut à la liberté du culte bouddhiste[réf. incomplète]. De plus, selon l'historien Mark Moyar, Diệm avait mené des politiques publiques favorables aux communautés bouddhistes du Sud-Vietnam, en leur donnant la permission de mener des activités religieuses qui étaient interdites par l'ex-puissance coloniale française, et en finançant la construction d'écoles bouddhistes, l'organisation de cérémonies et la construction de nouvelles pagodes. 
Parmi les dix-huit membres du cabinet Diệm, il y avait cinq catholiques, cinq confucéens et huit bouddhistes, dont un vice-président et un ministre des Affaires étrangères. Seuls trois des dix-neuf principaux responsables militaires étaient des catholiques.
Le gouvernement de Diệm a toujours nié toute allégation de persécution à l'encontre des bouddhistes et présenté ces immolations et révoltes comme le fruit d'une infiltration des guérilleros communistes, déguisés en bonzes ; certains auteurs franco-vietnamiens soutiennent cette thèse de l'infiltration, qui a ensuite permis une large instrumentalisation de ces troubles par les propagandes américaines et nord-vietnamiennes, dans le but de déstabiliser et diaboliser le gouvernement sud-vietnamien. 
Ainsi, des perquisitions policières ont permis aux autorités sud-vietnamiennes de mettre au jour la présence d'armes de guerre dans un certain nombre de pagodes, aboutissant à la fermeture de 12 d'entre elles.

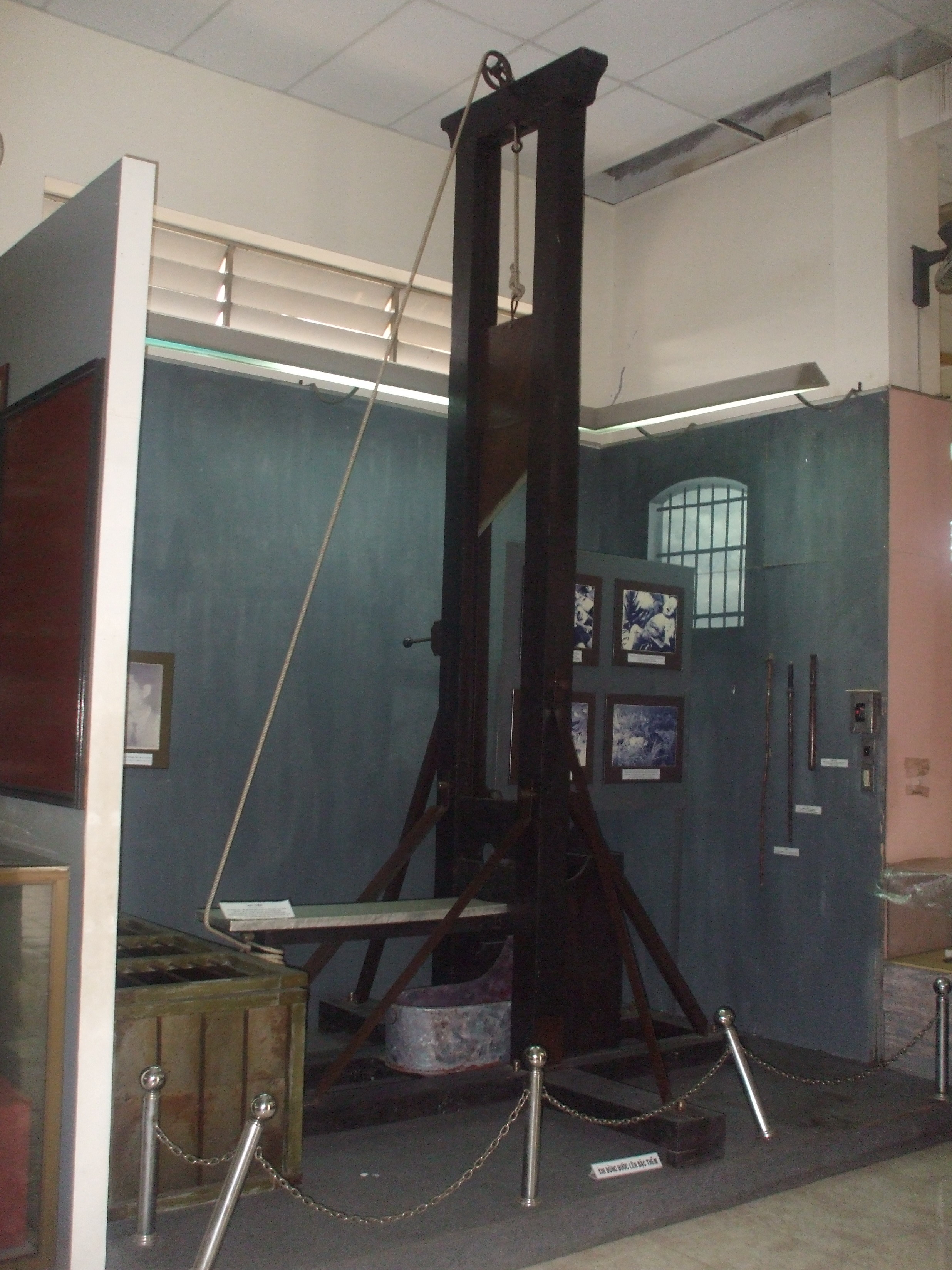
Guillotine du régime de Diệm.

Sous sa présidence il met en place un gouvernement familial avec son frère Ngô Đình Nhu comme secrétaire général de son parti politique ; son 3e frère Ngô Đình Cẩn est affecté à la cité impériale de Huế, qu’il gouverne en véritable seigneur de guerre ; son 4e frère Ngô Đình Luyện est nommé ambassadeur au Royaume-Uni et également responsable de la minorité Chăm. 
Enfin, on peut citer son 5e autre frère, Ngô Đình Thục, nommé archevêque de Huế jusqu'en 1968.
Son frère Nhu et l'épouse de celui-ci (née Trần Lệ Xuân), la « Première dame », plus connue en tant que « Madame Nhu », mènent la réforme de Saïgon d'une main de fer.
Ainsi, bien qu'ancré dans la tradition de cette société de civilisation chinoise, le jeu est interdit. La luxure et la contrebande sont bannies.
La politique anti-communiste de Diệm fait naître de nombreuses vocations communistes, comme les bagnes français avaient en leur temps transformé des nationalistes en communistes. Sa politique anti-bouddhiste provoque un soulèvement général, toutes tendances politiques confondues. L’immolation publique par le feu des bonzes sonne le glas de son régime, avec une révolte de ses propres généraux et la création du Front national de libération du Sud Viêt Nam (dit Viêt Cong).
Cependant, sa politique en matière économique et sociale s'avère positive, avec la construction de nouvelles écoles publiques, ainsi qu'une rapide croissance économique du Sud Viêt Nam.

### Aide des États-Unis

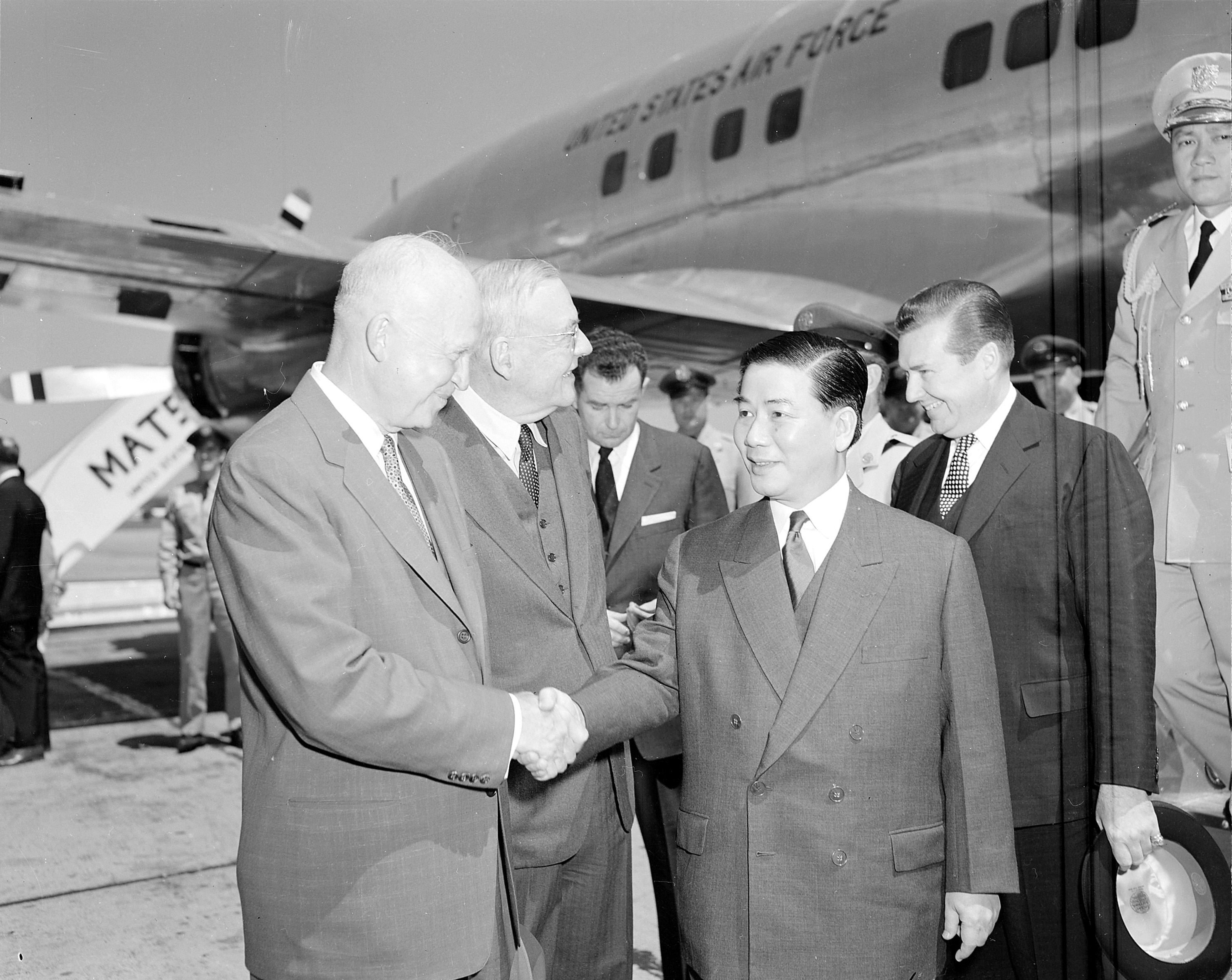
Ngô Đình Diệm et le président américain Eisenhower, en 1957.

Pendant son exil dans un monastère aux États-Unis, Diệm se forge de solides relations, principalement avec des catholiques américains, utiles pour obtenir le soutien des États-Unis à sa croisade anti-communiste au Việt Nam. Diệm apparaissait à leurs yeux un contre-pouvoir crédible face à Hồ Chí Minh.
Avec l’administration d’un président catholique aux États-Unis, l’« internationale noire » augmente le soutien à Diệm contre l’«internationale rouge», en envoyant au Việt Nam de plus en plus de conseillers militaires, dans le cadre de l’aide militaire auparavant fournie directement au CEFEO (corps expéditionnaire français en Extrême-Orient). Ainsi, le MAAG (en) (Military Aid Adviser Group), non combattant, sera transformé en MACV (Military Adviser Command Viêt Nam), encadrant la tête des troupes sud-vietnamiennes.
Bien que de nombreux historiens aient présenté Ngô Đình Diệm comme un allié inconditionnel des États-Unis, voire une marionnette de la puissance américaine ; certains chercheurs et universitaires américains démentent formellement cette vision simpliste et caricaturale. 
Au contraire, pour Keith Taylor, Diệm manifestait une méfiance grandissante vis-à-vis des États-Unis, en raison de la politique américaine menée au Laos, qui n'a pas réfréné les incursions nord-vietnamiennes sur le territoire du Sud Viêt Nam, qui étaient rendues possibles en passant par le territoire laotien. Selon lui, les désaccords entre Sud-Vietnamiens et Américains quant à la réponse à apporter à la menace communiste étaient grandissants. Diệm, qui craignait qu'une présence militaire américaine accrue au Viêt Nam du Sud ne menace ses références nationalistes et l'indépendance de son gouvernement, refusera l'envoi de troupes américaines au sol. 
En 1963, les frères Ngô ont même remis en cause et cherché à rompre l'alliance politico-militaire liant leur pays aux États-Unis. Du fait des tensions grandissantes entre les deux pays, corrélées à une mulitiplication des tentatives de coup d’État de l'armée sud-vietnamienne contre le régime de Diệm et au renforcement de la crise bouddhiste, les États-Unis s’aperçoivent qu'ils ont commis une erreur en misant sur lui, cessent de le soutenir et sont à l'origine de son assassinat.
Après l'assassinat de Diệm, s'ensuit en 1964 une période d'instabilité durant laquelle Saïgon perd le contrôle sur une grande part du Sud Viet Nam, et les États-Unis commencent leur intervention armée massive. Une certaine stabilité politique reviendra en 1967 à Saïgon, sous le tandem Nguyen Cao Ky et Nguyen Van Thieu, aux affaires depuis 1965.

### Coup d'État et assassinat
L'impopularité de Diệm éclate au grand jour avec la révolte bouddhiste et l’immolation publique par le feu de Thích Quảng Đức en juin 1963. Elle s’amplifie dans le monde, surtout lorsque « Madame Nhu » parle avec cynisme de « barbecue ». Le scandale fut fatal pour toute la famille Ngô.
Sur les ordres du président Kennedy, l’ambassadeur à Saïgon Henry Cabot Lodge refuse de rencontrer Diệm, omettant ainsi de l'avertir d’un coup d’État préparé par ses généraux sous la conduite du général Dương Văn Minh, dit « Big Minh » pour sa taille : personnage que Nguyễn Văn Thiệu proposera plus tard comme interlocuteur pour signer avec les forces nord-vietnamiennes la capitulation inconditionnelle des autorités sud-vietnamiennes le 30 avril 1975, mettant fin à la guerre du Viêt Nam.
L'arrestation et l'assassinat de Ngô Đình Diệm, alors président de la république du Viêt Nam, marque l'apogée d'un coup d'État facilité par la CIA et mené par le général Dương Văn Minh en novembre 1963. Le 2 novembre 1963 au matin, Diem et son jeune frère et conseiller, Ngô Đình Nhu, sont arrêtés par l'armée de la république du Viêt Nam (ARVN) après la prise du palais Gia long à Saigon. Le coup d'État marque la fin de neuf ans du régime.
Quand les forces rebelles entrent dans le palais, les frères Ngô l'avaient quitté la nuit précédente pour se retrancher dans leur cache de Chợ Lớn. Découverts, ils acceptent de se rendre contre la promesse d'un exil sains et saufs. Alors qu'ils sortent de la messe à l'église Saint-François-Xavier de Cholon, ils sont sommairement assassinés par des officiers de l'ARVN à l'arrière d'un véhicule blindé qui les transporte à la base aérienne de Tân Sơn Nhất.
Si les généraux essayent dans un premier temps de couvrir ces exécutions en sous-entendant un double suicide, les photos des corps, parues dans les médias, vinrent rapidement contredire ces affirmations. Alors qu'aucune enquête ne fut officiellement menée, la responsabilité de la mort des frères Ngô est souvent attribuée aux gardes du corps de Minh, le capitaine Nguyễn Văn Nhung (en) et le major Dương Hiếu Nghĩa (en), qui les gardaient durant le transfert.
L'état-major de Minh et les officiels américains actèrent le fait que Minh avait ordonné les exécutions. Ils avancèrent plusieurs motifs, notamment la crainte d'un possible retour politique de leur part.
Alors en visite aux États-Unis, « Madame Nhu » apprit la nouvelle de cet assassinat et du coup d’État, et suspecta immédiatement les États-Unis. Elle leur prédit un sombre avenir. Elle dit plus tard : « Whoever has the Americans as allies does not need enemies. » (« Quiconque a les Américains comme alliés n'a pas besoin d'ennemis. »).
La réalité des faits semble donner du crédit à ces suspicions : les Américains, qui voulaient s'engager plus fortement au Sud Viêt Nam (envoi de troupes, installation de bases américaines), ce que refusait Ngô Đình Diệm, craignant qu'une telle initiative ne serve la propagande nord-vietnamienne; au profit d'une coopération entre forces sud-vietnamiennes et conseillers militaires américains, estimeront que ce dernier n'était pas en mesure de vaincre la guérilla des Viêt Cong et chercheront dès lors à le renverser du pouvoir, voire à l'assassiner, s'appuyant de ce fait sur une junte militaire réputée encore plus favorable à une augmentation de l'engagement américain contre les communistes, débouchant sur une escalade des tensions et la guerre du Viêt Nam qui s'est ensuivie. Des archives déclassifiées de la National Security Archive tendent même à attribuer directement la responsabilité de ce coup d'État et à la mort de l'ex-président sud-vietnamien à la CIA,, et à Kennedy. D'autres considèrent que Kennedy s'était rendu compte de la corruption d'un régime coupé de son peuple et souhaitait en même temps se retirer de ce bourbier : il annonça peu de temps après cet assassinat avant sa mort le retrait de certains conseillers. 
La république du Viêt Nam survivra jusqu'au 30 avril 1975. À partir de cette date, elle est annexée par la république démocratique du Viêt Nam (RDVN) puis, le 2 juillet 1976, la réunification a lieu : un nouvel État indépendant sous régime communiste voit le jour, à savoir l'actuelle république socialiste du Việt Nam.
Après des obsèques à la cathédrale de Saïgon, il est enterré au cimetière Mac Dinh Chi (ancien cimetière français) de Saïgon, détruit par les communistes en 1983.